# Équipe de Tchéquie de beach soccer
L'équipe de Tchéquie de beach soccer est une sélection qui réunit les meilleurs joueurs tchèques dans cette discipline.

## Histoire
En 2013, Jan Koller, le géant (2,02 m) meilleur buteur de l'histoire de l'équipe de Tchéquie de football (55 buts en 91 sélections), dispute son premier match sous le maillot de l'équipe nationale de beach soccer, face à la Slovaquie. Il marque un but dès sa première sélection pour une victoire 5-2.

## Records individuels
| Joueur           | Période   | Sélections |
| ---------------- | --------- | ---------- |
| Jaroslav Kovařík | 2007-     | 55         |
| Martin Chalupa   | 2008-     | 54         |
| Martin Dlouhý    | 2006-     | 42         |
| Martin Cibula    | 2006-2010 | 40         |
| Tomáš Huráb      | 2010-     | 33         |
| Martin Boček     | 2008-     | 31         |
| Radek Mikan      | 2006-2009 | 30         |
| Milan Bouška     | 2006-2010 | 28         |
| Michal Salák     | 2007-     | 28         |
| Michal Kubice    | 2009-     | 28         |
| Petr Víšek       | 2011-     | 28         |

| Joueur           | Période   | Buts |
| ---------------- | --------- | ---- |
| Martin Boček     | 2008-     | 34   |
| Radek Mikan      | 2006-2009 | 33   |
| Jaroslav Kovařík | 2007-     | 32   |
| Martin Chalupa   | 2008-     | 30   |
| Martin Dlouhý    | 2006-     | 28   |
| Tomáš Huráb      | 2010-     | 19   |
| Michal Salák     | 2007-     | 18   |
| Martin Cibula    | 2006-2010 | 17   |
| Tomáš Peteřík    | 2009-2012 | 17   |
| Václav Bezdička  | 2007-2009 | 16   |

Mise à jour le 20 août 2013

Les joueurs en gras n'évoluent plus en sélection

## Équipe
| no | Nom              | Poste          | En sélection depuis |
| -- | ---------------- | -------------- | ------------------- |
| 1  | Tomáš Židlický   | Gardien de but | 2010                |
| 18 | Petr Víšek       | Gardien de but | 2011                |
| 22 | Ladislav Čaba    | Gardien de but | 2013                |
| 5  | Michal Kubice    | Défenseur      | 2009                |
| 2  | Jaroslav Kovařík | Défenseur      | 2007                |
| 10 | Martin Chalupa   | Défenseur      | 2008                |
| 3  | Tomáš Robb       | Défenseur      | 2011                |
|    | Josef Vladyka    | Défenseur      | 2013                |
|    | Jakub Mižár      | Défenseur      | 2011                |
| 7  | David Filinger   | Ailier         | 2012                |
| 13 | Pavel Stejskal   | Ailier         | 2008                |
| 17 | Tomáš Huráb      | Ailier         | 2010                |
| 11 | Martin Boček     | Attaquant      | 2008                |
| 12 | Zdeněk Sláma     | Attaquant      | 2006                |
| 18 | Michal Salák     | Attaquant      | 2007                |
|    | Tomáš Peteřík    | Attaquant      | 2009                |
|    | Lubomír Karda    | Attaquant      | 2011                |
|    | Josef Huňáček    | Attaquant      | 2013                |